# 华国锋陵墓

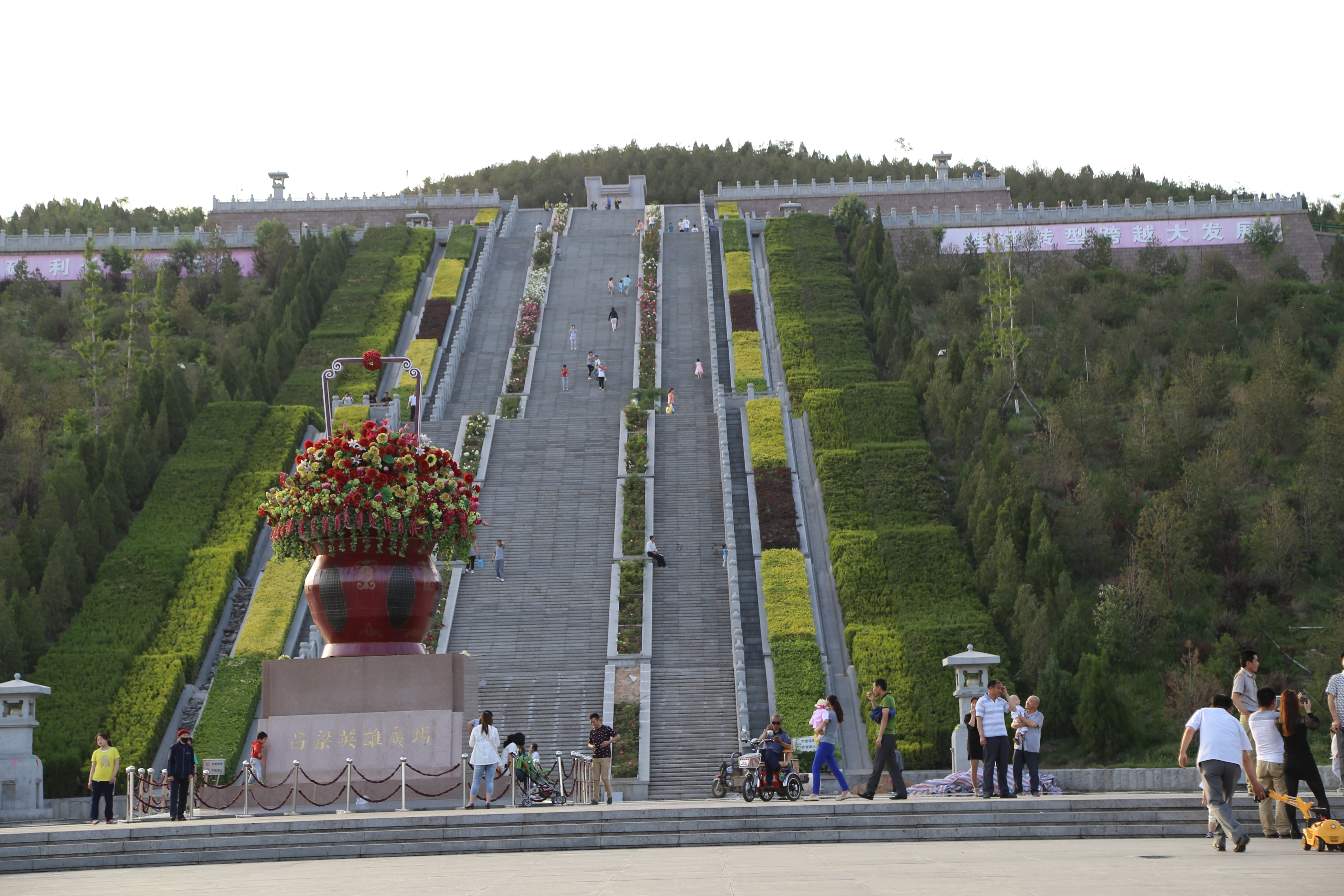
從華陵下的呂梁英雄廣場仰觀華陵

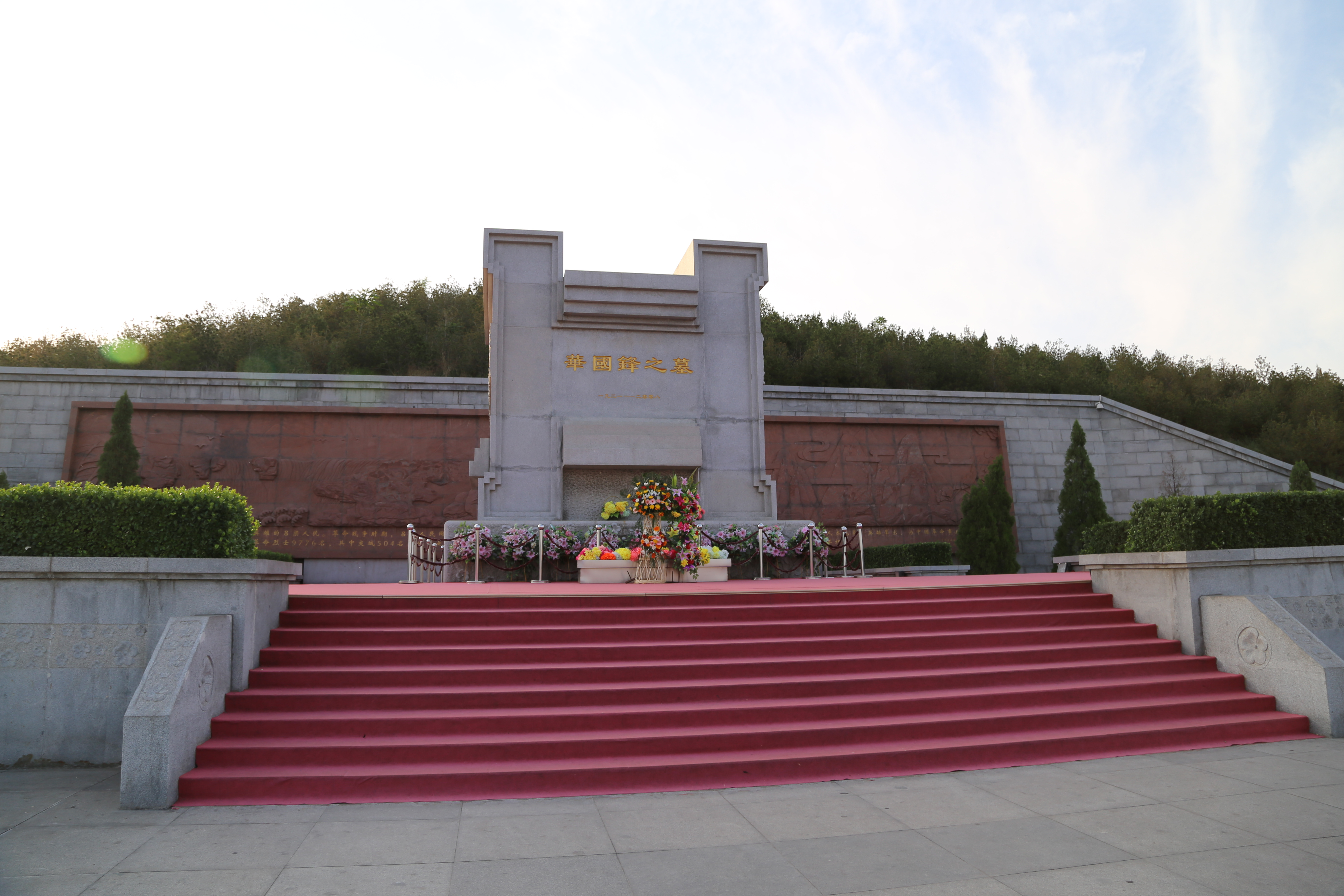
華陵頂部的墓碑

华陵，也称华国锋陵墓，位于山西省交城县卦山南麓，与吕梁英雄广场连为一体，是毛澤東最终钦定的接班人、一度的中华人民共和国最高领导人，曾任中共中央主席、國務院總理的华国锋的骨灰的安葬地。由交城縣及山西省人民政府出資，始建於2009年4月，落成于2011年11月。占地面積4,260平方（45,900平方英尺），官方稱耗資人民幣1,200萬元。一開始因一些媒體誇大宣傳而備受批評，但最後被政府闢謠，之後仍被一些媒體批為“勞民傷財”、“助長個人崇拜”。但另一方面，当地政府也希望陵墓能够为交城带动旅游、提高城市品牌和地位。

## 建築
華陵占地面積約占地面積4,260平方（45,900平方英尺），依卦山而建，俯瞰交城，同中山陵一樣有392個臺階。建築材料主要是花崗岩。

## 歷史
據稱華國鋒生前就曾囑託家人要將自己的骨灰安葬在卦山上，2008年8月20日華國鋒逝世，11日後在北京八寶山革命公墓火化。此後其遺願由其遺孀韩芝俊向中央彙報并得到批准。同年9月下旬，華國鋒之子苏彬、苏华以及其秘书曹万贵到交城選址。後由山西省建築設計院規劃，山西省机械施工公司道桥工程分公司承建。2009年4月8日，华国锋骨灰安放工程的奠基仪式在卦山举行，儀式主持人是原山西省委书记李立功。